# Avenue Henri-Barbusse (Colombes)
Pour les articles homonymes, voir Avenue Henri-Barbusse.
L'avenue Henri-Barbusse est une voie de communication située à Colombes (Hauts-de-Seine).

## Situation et accès

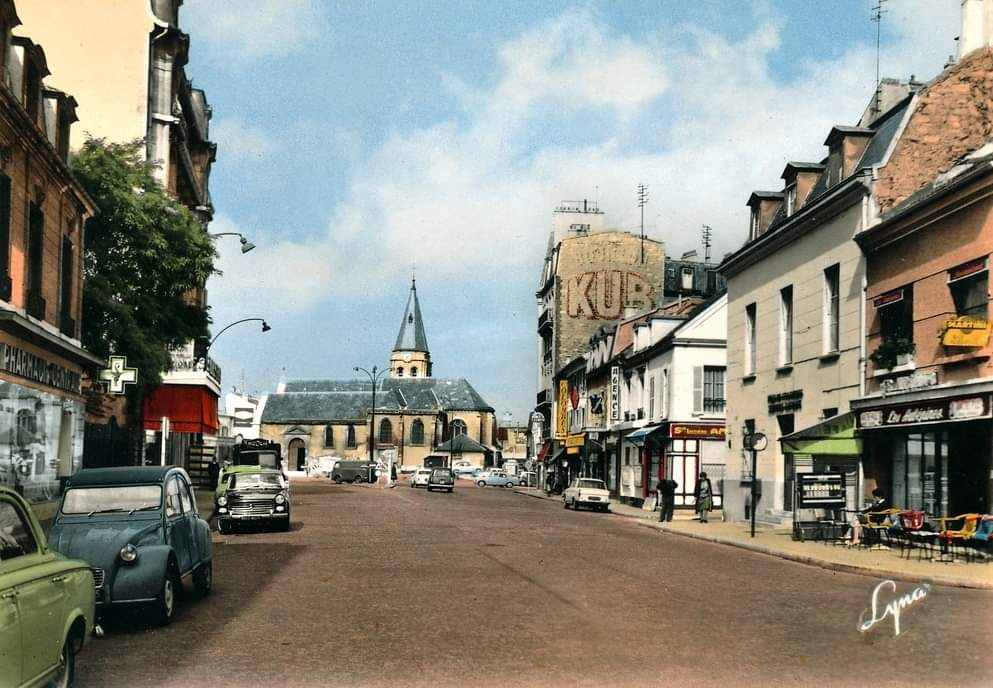
Ancienne église Saint-Pierre Saint-Paul. Quelques immeubles, sur le côté droit, sont toujours présents.

Cette avenue suit le tracé de la route départementale 106. Orientée du nord au sud, elle part du centre historique de la ville, et rencontre plusieurs anciennes voies comme la rue du Maréchal-Joffre, la rue Bouin, la rue des Monts-Clairs, et la rue Félix-Faure, puis se termine à la limite de La Garenne-Colombes.

## Origine du nom
Elle est nommée en l'honneur de l'écrivain Henri Barbusse (1873-1935).

## Historique

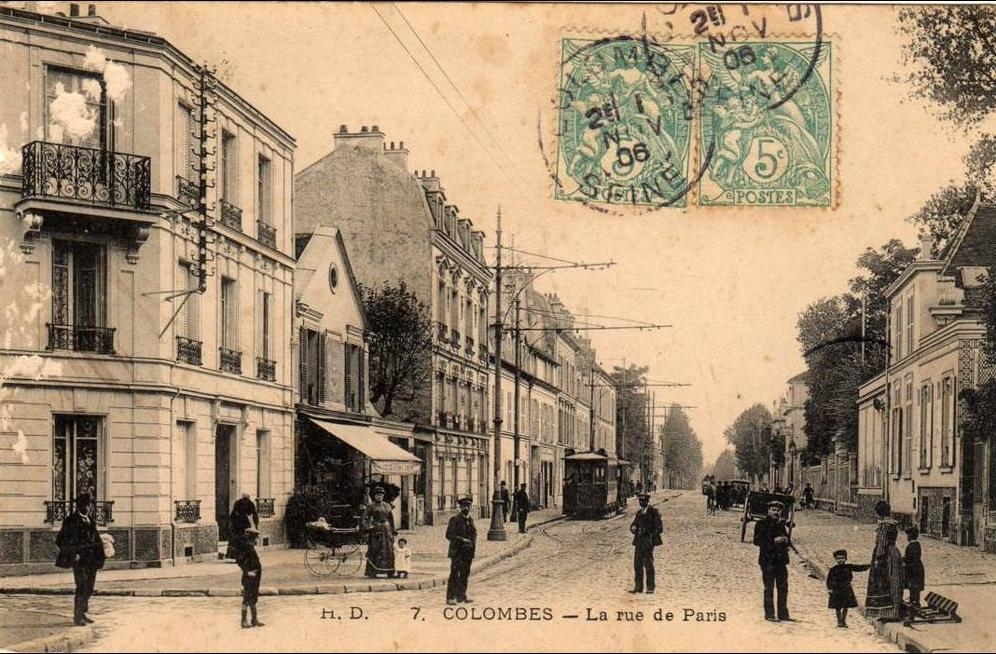
L'avenue Henri-Barbusse, ancienne rue de Paris.

Au Moyen Âge, les chemins de Colombes qui reliaient les villages entre eux étaient aussi importants que les voies allant vers Paris. Mais à partir du XVIIe siècle, l’État développe une voirie en étoile centrée sur la capitale.
Ainsi, le chemin ou route de Paris, aujourd'hui l’avenue Henri-Barbusse, mène en réalité vers Courbevoie.
Avant la construction de la ligne de Paris-Saint-Lazare au Havre en 1837, cette avenue était dans la continuité de l'avenue du Général-de-Gaulle à La Garenne-Colombes.

## Bâtiments remarquables et lieux de mémoire

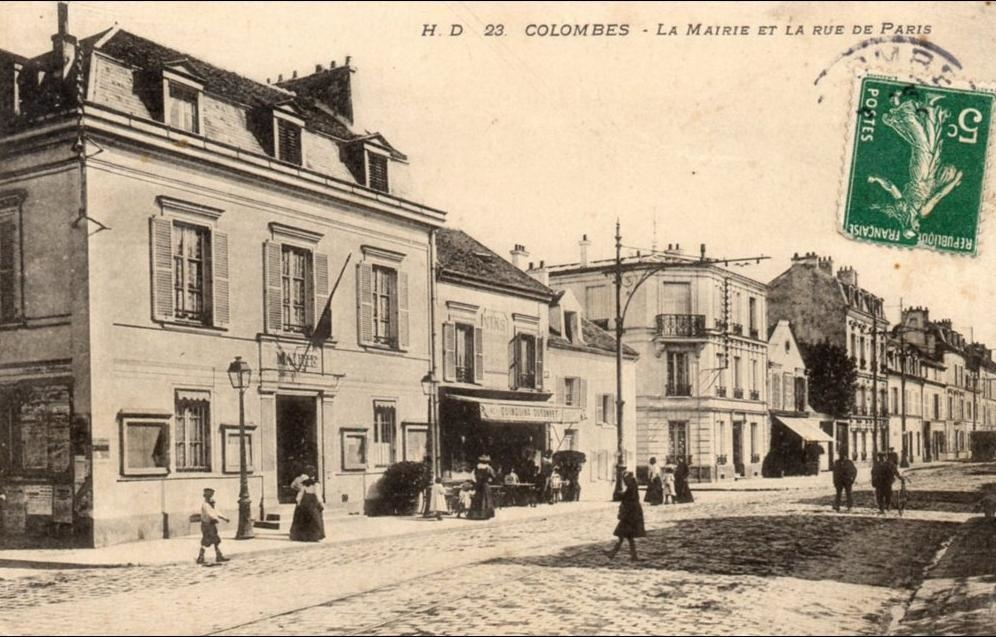
L'avenue Henri-Barbusse et l'ancienne mairie.

- Ancienne église Saint-Pierre-Saint-Paul de Colombes, presque totalement détruite en 1968 pour cause d'alignement, mais dont subsiste le clocher et quelques travées datant du XIIe siècle
- Ancienne mairie de Colombes, construite par Paul et Albert Leseine[5], située au n°13 de la rue de Paris, aujourd'hui avenue Henri-Barbusse[6]. La nouvelle mairie se trouve tout à côté, rue du Bournard.
- Centre communautaire israëlite de Colombes, construit en 1986[7].